# Kujibiki Unbalance
Kujibiki Unbalance (くじびきアンバランス, kujibiki anbaransu) est une série d'OAV issue de l'anime Genshiken. Dans Genshiken, Kujibiki Unbalance est un anime très populaire parmi les personnages principaux, qui le regardent et le commentent. Ils achètent également les produits associés et les dōjinshi pour adulte mettant en scène les personnages principaux de l'anime, en particulier la "Présidente Ritsuko".
Kujibiki Unbalance est une mise en abyme, un « jeu dans le jeu », puisque actuellement, à l'exception de ces trois OAVs, Kujibiki Unbalance n'existe pas réellement. Il a débuté comme un manga fictif à l'intérieur du manga Genshiken. Quand une partie de ce dernier a été adapté en anime, Kujibiki Unbalance, anime fictif de 26 épisodes à l'intérieur de cet univers, a été porté à l'écran en 3 épisodes OAV, donnant un petit aperçu de ce que ceux à l'intérieur de Genshiken regardent parfois sur leur télévision.
Les OAV comprennent les épisodes, 1, 21 (l'épisode « résumé », commun à la plupart des anime, utilisé ici comme un moyen pour donner quelques idées sur ce qui s'est passé dans les épisodes précédents) et 25 (le pénultième épisode, premier d'un final en deux parties) de cette série fictive, qui ont été livrés avec chacun des trois DVDs de Genshiken.
Il avait été annoncé que la seconde saison de Genshiken, qui a été diffusée en automne 2007, serait en réalité la première saison de Kujibiki Unbalance, avec des personnages repensés.[réf. nécessaire]

## Intrigue
Chihiro Enomoto, un nouveau au lycée Rikkyoin, a eu beaucoup de chance en gagnant la possibilité d'intégrer cette école. Lors de sa première rencontre avec Tokino Akiyama, une amoureuse des champignons, Chihiro a un coup de foudre immédiat. Cependant, une amie d'enfance, Ritsuko, tombe à nouveau amoureuse de lui après sa longue absence. Elle n'est cependant pas la seule : d'autres tombent également amoureuses de Chihiro et de son caractère décontracté, en se rapprochant de lui et en apprenant à mieux le connaître, durant cette campagne d'un an où tous les étudiants sont impliqués.
Les étudiants du lycée Rikkyoin sont engagés dans une campagne d'un an intitulée le « Kujibiki », un tournoi destiné à déterminer ceux qui formeront le prochain conseil des élèves du lycée Rikkyoin. Au début du tournoi, un tirage au sort a lieu, les étudiants formant des groupes en fonction des numéros qu'ils ont tirés. Ce tirage au sort détermine également les positions et les attributions que les étudiants devraient avoir dans le conseil des élèves, si le groupe dont ils font partie devait gagner le Kujibiki (ainsi, Chihiro devrait devenir le secrétaire du conseil des élèves). Des combats et des compétitions sont organisés entre les différents groupes, où le travail d'équipe et la coopération sont essentiels car une seule défaite est synonyme d'élimination automatique du Kujibiki.
Pendant l'histoire, Ritsuko apparaît froide et indifférente envers Chihiro. Cependant, il devient de plus en plus évident au cours de l'histoire qu'elle ne peut entièrement nier ses sentiments pour lui

## Personnages
Les personnages de Kujibiki Unbalance interviennent souvent à travers la série Genshiken. Dans divers épisodes, nous pouvons voir un personnage en arrière-plan en cosplay d'un personnage de Kujibiki Unbalance, apparemment le plus souvent Kasumi Kisaragi. De même, nous voyons certains des membres de Genshiken, comme Kanako Ōno dans le générique d'ouverture en cosplay de la vice-présidente du conseil des élèves, Kasumi Kirasagi, ou Saki en cosplay de la présidente du conseil des élèves Ritsuko Kubel Kettenkrad dans un épisode.
Les noms des personnages sont présentés avec le prénom en premier, suivant la convention adoptée.

### Chihiro Enomoto
Le principal personnage masculin, et également, par bien des aspects, le principal personnage de Kujibiki Unbalance. Il possède un très bon caractère, et il est parfois surnommé "Happy Fortune". Ses parents sont morts quand il avait 10 ans, et depuis, il vit avec sa grande sœur. En ayant vécu seul, il est devenu bon en cuisine et en ménage. Bien qu'il soit tombé amoureux au premier regard de Tokino, il y a toujours la promesse d'enfance qu'il a faite à Ritsuko Kubel Kettenkrad. Il est le secrétaire du groupe.

### Tokino Akiyama
Étudiante en deuxième année au lycée Rikkyoin. Elle est la "présidente" du groupe, et est donc candidate à la présidence du prochain conseil des élèves. Tokino adore les champignons jusqu'à l'obsession. Sa connaissance des champignons est encyclopédique ; elle les reconnaît à la vue, et possède un appétit insatiable pour eux. On la voit souvent porter un livre épais : l'"Encyclopédie Mondiale des Champignons". Bien que cela ne semble pas évident à première vue, la fin de la série montre clairement qu'elle tient profondément à Chihiro.

### Komaki Asagiri
Prête à devenir la prochaine trésorière du conseil des élèves. Elle semble être la seule à s'occuper de ses jeunes frères triplés et de sa petite sœur, Koyuki. Komaki est très intelligente, et s'acquitte de toutes les tâches ménagères pour tenir la maison pour elle et sa fratrie. Comme on le voit dans la première OVA, elle admet ne pas être un chef-cuisinier, mais elle est très bonne cuisinière. Elle porte toujours une longue écharpe sur son cou, la raison en est inconnue, et ne l'enlève jamais, quelle que soit la température, même si pour nager.

### Izumi Tachibana
Peut-être la prochaine vice-présidente du conseil des élèves. Comme son père, c'est une joueuse, et parfois un génie du jeu, particulièrement quand il s'agit de Mahjong. Il est implicite que sa famille possède des liens avec des gangs ou les yakuzas, mais elle n'apprécie pas que d'autres cherchent à l'aider, et essaie de vivre par ses propres moyens grâce aux jeux. Le premier épisode nous apprend qu'elle est hautement compétente dans le combat avec les tuiles de Mahjong.

### Ritsuko Kübel Kettenkrad
À moitié allemande. Ritsuko est l'actuelle présidente du conseil des élèves, et une amie d'enfance de Chihiro. Malgré une promesse d'enfance (qui semble être de se marier avec elle si elle arrête d'être une pleurnicheuse dans l'anime, et une promesse inconnue dans le manga) et des sentiments évidents pour Chihiro, elle essaie de lui cacher ceux-ci pendant toute la série. Elle porte un casque, qui semble être la marque de sa fonction. Il semble qu'elle était habituée à pleurer beaucoup, et a travaillé dur pour arrêter ses larmes, peut-être pour essayer de tenir la promesse qu'elle a faite à Chihiro.

### Kasumi Kisaragi
Protectrice de Ritsuko, elle est également la vice-présidente, et apparemment également secrétaire, de l'actuel conseil des élèves. Kasumi vient d'une famille yakuza, et a perdu ses parents lorsqu'elle était enfant. Kazumi porte toujours une épée. Elle déteste être proche des gens, Ritsuko semblant être la seule personne qui soit vraiment proche d'elle.

### Lisa Hanby
Actuelle trésorière du conseil des élèves, elle est très énergique et accro à l'argent. Comme Ritsuko se fie à elle et la traite avec respect alors que peu d'autres étudiants de l'école le font, Lisa est devenue très fidèle et résolument loyale envers Ritsuko. Elle est originaire des États-Unis, et possède donc une sorte de double citoyenneté.

### Shinobu Enomoto
Grande sœur de Chihiro. Elle porte généralement une paire de lunettes, mais sa personnalité change complètement quand elle les enlève. Elle est parfois très maladroite, chutant fréquemment dans les escaliers, et elle semble vraiment apprécier le saké et se relaxer en sous-vêtements quand elle n'a pas besoin d'être habillée.

### Renko Kamishakujii
Rivale de Chihiro et son équipe. Elle a un différend avec Tokino qui date de la maternelle ; à cette époque, Tokino était restée tellement longtemps aux toilettes que Renko, ne pouvant plus se retenir, s'était urinée dessus. Depuis cette époque, elle veut battre Tokino et l'embarrasser comme elle a elle-même été embarrassée. Renko a une vitesse de lecture très rapide, elle peut lire un livre entier en moins d'une minute, mais elle ne peut s'en souvenir que moins de trois minutes.

### Kaoruko Yamada
Un membre de l'équipe de Renko. Son travail semble être d'essayer de calmer Renko quand elle devient sur-excitée, mais elle ne semble pas réussir souvent.

### Mugio Rokuhara
Grand ami de Chihiro. Son équipe a perdu rapidement, et il n'a jamais eu l'occasion de s'opposer à l'équipe de Chihiro.

## Musique
Générique d'ouverture
"Kujibiki Unbalance" par Under17
Générique de fin
"Kagayaki Cyalume" par Under17

## Anecdotes
- Kujibiki se traduit par « loterie ».
- Des figurines Kujibiki Unbalance existent dans la vie réelle; ces figurines ressemblent fortement aux figurines que les personnages de Genshiken achètent dans le générique de Genshiken. Ceci montre à quel point ce « jeu dans le jeu » est populaire, même s'il n'y a eu que trois OAV de diffusé en dehors de Genshiken.